# Формула-1 — Гран-прі США 2014
Гран-прі США 2014 року (офіційно 2014 United States Grand Prix) — перегони Формули-1, які відбулися на Траса Америк 02 листопада 2014 року. Перегони були 17 етапом сезону 2014 р. і ознаменували 36 проведення Гран-прі США загалом та третє у місті Остін.
Так як у командах Маруся і Кайтерем було введено тимчасову адміністрацію, вони не брали участь у Гран-прі, таким чином стартова решітка перегонів складала всього лише з 18 болідів. Вона стає найменшою у Гран-прі з часів змагань у Монако 2005 року. Перегони виграє Льюїс Гамільтон.

## Звіт

### Навколо перегонів

#### Шасі
Pirelli пропонують свої марковані білою каймою шини типу «Медіум» як основні та покришки «Софт» (жовта кайма) як додаткові, що було відмінним від двох попередніх остінських етапів для котрих відбиралися шасі типу «Хард» та «Медіум».

#### Зміни у команд
Марусі і Кайтерему було надано дозволи пропустити участь у Гран-прі після того як обидві команди стикаються з довготривалими фінансовими проблемами і у них було введено тимчасову адміністрацію. У зв'язку зі зменшенням стартової решітки до 18 болідів процедура кваліфікації була переглянута. Замість шести найповільніших болідів, які повинні були бути вибиті після першого та другого раундів, вибули лише чотири. Фінальний третій раунд кваліфікації визначаючий першу стартову десятку залишили без змін.

#### РЗА
ФІА вирішує зберегти дві зони РЗА, ті самі, що використовувалися на торішніх перегонах: перша проходила по додатковій прямій між 11 та 12 поворотами, а друга на прямій старту та фінішу між двадцятим та першим поворотами.

#### Режим віртуального автомобіля безпеки
Після вперше проведених ФІА перших тестувань на обох п'ятничних вільних практиках цієї нової системи, що стає покликаною мінімізувати ризик серйозних аварій і травм у подібній з яких постраждав Жуль Б'янкі на Гран-прі Японії. Його метою є примус водіїв зменшити швидкість приблизно на 35 % в зоні аварії з допомогою показань на дисплеї керма. Пілоти погодилися, що система затребувана, однак необхідне її подальше тестування на наступних Гран-прі перед запровадженням у 2015 р.

#### Практики і кваліфікація
Льюїс Гамільтон, розповідає про свої проблеми під час кваліфікації на післякваліфікаційній прес-конференції.
Перед перегонами проводяться три сесії практики: дві 90-хвилинні сесії у п'ятницю та одна тривалістю годину у суботу. Льюїс Гамільтон був найшвидшим в усіх трьох практичних сесіях, його напарник по команді Ніко Росберг весь час стає другим.
Гамільтон йде найшвидшим у першій сесії встановлюючи свій час на м'яких шасі. Росберг, який показав свій найкращий час на гумі середнього типу стає другим.
Спочатку Ніко встановлює найшвидший час у другій сесії. Гамільтон зазнає труднощів з гальмами блокуючи їх по кілька разів на кожному зі своїх кіл але удруге завершує сесію найшвидшим.
Росберг був найшвидшим на третій сесії знову забезпечуючи собі дев'ятий поул у сезоні випереджаючи напарника, що у цій сесії знову боровся з гальмами.

#### Перегони
Після першої хвилі піт-стопів Льюїс Гамільтон обходить Ніко Росберга на 24 колі у 12 повороті. Ненадовго Росберг повертає собі лідерство під час другого піт-стопа Гамільтона, але знову втрачає його під час вже власної зупинки. Це дозволяє Льюїсу комфортно виграти перегони з відстаючим на 4 секунди і перебуваючим у позиції наздоганяючого Росбергом. Даніель Ріккардо підсумовує подіум у те, що він описує як «найкращий результат», якого він міг досягти після початку перегонів з 5 позиції та повільного старту. Пілоти Вільямса Феліпе Масса та Вальттері Боттас обидва йшли однаковим темпом усі перегони і завершують їх відповідно четвертим та п'ятим.
Фернандо Алонсо продовжує витискати із Ферарі усе можливе, врешті-решт посівши 6 місце. Себастьян Феттель почавши перегони з піт-лейн отримує велику вигоду від зіткнення на першому колі між Адріаном Сутілом та Серхіо Пересом потрапивши на піт-стоп для отримання м'яких шин і відкотившись на останнє місце перед тим як автомобіль безпеки стримав темп болідів, що йшли попереду. Однак після цього він моментально переставляє назад шини типу «медіум» після того як проїхався по уламкам на трасі. Феттель буде використовувати пізній піт-стоп для остаточного вибору м'яких шин, що проштовхне його вперед через пелетон, ще й з встановленням часу найшвидшого кола. Незважаючи на 4 піт-стопи він далі атакуватиме трасу, щоб закінчити перегони на 7 місці обігнавши на останньому колі Кевіна Магнуссена. Останній же своїм 8 місце приніс для Макларен єдине очко в перегонах. З Жан-Ерік Вернь, що до кінця перегонів зробив різкий ривок, при різкому гальмуванні у першому повороті робить зіткнення з іншим французом Роменом Грожаном. Вернь закінчив би перегони на 9 місці але 5-секундний штраф доданий до його часу за контакт якого можна було уникнути та видавлювання з траси Грожана зміщують його до останньої позиції за котру дають бали — десятої. Останнє просуває Пастора Мальдонадо на 9 місце і дає йому заробити свої єдині очки за Лотус в сезоні.

#### Після перегонів
Дана перемога дає Гамільтону нове досягнення у кар'єрі, перший раз він здобуває їх п'ять поспіль, вона ж стає його десятою у сезоні і 32 у Формулі-1 загалом, а це найбільше серед британських пілотів за їхню кар'єру і б'є рекорд Найджела Менселла, що утримувався з 1994 року. Фініш Ріккардо на третьому місці позбавляє його математичних шансів на перемогу у заліку пілотів; у двох перегонах, що залишилися змагатися за титул могли тільки Гамільтон та Росберг.

## Класифікація

### Кваліфікація
| Поз             | №  | Пілот             | Конструктор         | Частина 1 | Частина 2 | Частина 3 | Старт |
| --------------- | -- | ----------------- | ------------------- | --------- | --------- | --------- | ----- |
| 1               | 6  | Ніко Росберг      | Мерседес            | 1:38.303  | 1:36.290  | 1:36.067  | 1     |
| 2               | 44 | Льюїс Гамільтон   | Мерседес            | 1:37.196  | 1:37.287  | 1:36.443  | 2     |
| 3               | 77 | Вальттері Боттас  | Вільямс-Мерседес    | 1:38.249  | 1:37.499  | 1:36.906  | 3     |
| 4               | 19 | Феліпе Масса      | Вільямс-Мерседес    | 1:37.877  | 1:37.347  | 1:37.205  | 4     |
| 5               | 3  | Даніель Ріккардо  | Ред Булл-Рено       | 1:38.814  | 1:37.873  | 1:37.244  | 5     |
| 6               | 14 | Фернандо Алонсо   | Феррарі             | 1:38.349  | 1:38.010  | 1:37.610  | 6     |
| 7               | 22 | Дженсон Баттон    | Макларен-Мерседес   | 1:38.574  | 1:38.024  | 1:37.655  | 121   |
| 8               | 20 | Кевін Магнуссен   | Макларен-Мерседес   | 1:38.557  | 1:38.047  | 1:37.706  | 7     |
| 9               | 7  | Кімі Ряйкконен    | Феррарі             | 1:38.669  | 1:38.263  | 1:37.804  | 8     |
| 10              | 99 | Адріан Сутіл      | Заубер-Феррарі      | 1:38.855  | 1:38.378  | 1:38.810  | 9     |
| 11              | 13 | Пастор Мальдонадо | Лотус-Рено          | 1:38.608  | 1:38.467  |           | 10    |
| 12              | 11 | Серхіо Перес      | Форс Індія-Мерседес | 1:39.200  | 1:38.554  |           | 11    |
| 13              | 27 | Ніко Хюлькенберг  | Форс Індія-Мерседес | 1:38.931  | 1:38.598  |           | 13    |
| 14              | 26 | Данило Квят       | Торо Россо-Рено     | 1:38.936  | 1:38.699  |           | 172   |
| 15              | 25 | Жан-Ерік Вернь    | Торо Россо-Рено     | 1:39.250  |           |           | 14    |
| 16              | 21 | Естебан Гутьєррес | Заубер-Феррарі      | 1:39.555  |           |           | 15    |
| 17              | 1  | Себастьян Феттель | Ред Булл-Рено       | 1:39.621  |           |           | PL3   |
| 18              | 8  | Ромен Грожан      | Лотус-Рено          | 1:39.679  |           |           | 16    |
| 107 %: 1:43.999 |    |                   |                     |           |           |           |       |
| Джерело:        |    |                   |                     |           |           |           |       |

Примітки
- ↑  — Дженсон Баттон кваліфікується сьомим але у стратовій решітці відкочується ще на 5 місць через заміну коробки передач на його боліді.[2]
- ↑  — Данило Квят кваліфікується 14 але у стартовому списку відкочується на десять позицій через заміну двигуна у його Торо Россо.[2]
- ↑  — Себастьян Феттель був змушений розпочинати перегони з піт-лейн як штраф за перевищення сезонного ліміту у зміну п'яти компонентів силової установки боліда, поставивши шосту перед кваліфікацією.

### Перегони
| Поз      | №  | Пілот             | Конструктор         | Кола | Час/Схід                 | Позиція | Очки |
| -------- | -- | ----------------- | ------------------- | ---- | ------------------------ | ------- | ---- |
| 1        | 44 | Льюїс Гамільтон   | Мерседес            | 56   | 1:40:04.785              | 2       | 25   |
| 2        | 6  | Ніко Росберг      | Мерседес            | 56   | +4.314                   | 1       | 18   |
| 3        | 3  | Даніель Ріккардо  | Ред Булл-Рено       | 56   | +25.560                  | 5       | 15   |
| 4        | 19 | Феліпе Масса      | Вільямс-Мерседес    | 56   | +26.924                  | 4       | 12   |
| 5        | 77 | Вальттері Боттас  | Вільямс-Мерседес    | 56   | +30.992                  | 3       | 10   |
| 6        | 14 | Фернандо Алонсо   | Феррарі             | 56   | +1:35.231                | 6       | 8    |
| 7        | 1  | Себастьян Феттель | Ред Булл-Рено       | 56   | +1:35.734                | ПЛ      | 6    |
| 8        | 20 | Кевін Магнуссен   | Макларен-Мерседес   | 56   | +1:40.682                | 7       | 4    |
| 9        | 13 | Пастор Мальдонадо | Лотус-Рено          | 56   | +1:47.870                | 10      | 2    |
| 104      | 25 | Жан-Ерік Вернь    | Торо Россо-Рено     | 56   | +1:48.863                | 14      | 1    |
| 11       | 8  | Ромен Грожан      | Лотус-Рено          | 55   | +1 Lap                   | 16      |      |
| 12       | 22 | Дженсон Баттон    | Макларен-Мерседес   | 55   | +1 Lap                   | 12      |      |
| 13       | 7  | Кімі Ряйкконен    | Феррарі             | 55   | +1 Lap                   | 8       |      |
| 14       | 21 | Естебан Гутьєррес | Заубер-Феррарі      | 55   | +1 Lap                   | 15      |      |
| 15       | 26 | Данило Квят       | Торо Россо-Рено     | 55   | +1 Lap                   | 17      |      |
| Схід     | 27 | Ніко Хюлькенберг  | Форс Індія-Мерседес | 16   | Двигун                   | 13      |      |
| Схід     | 11 | Серхіо Перес      | Форс Індія-Мерседес | 1    | Ушкодження від зіткнення | 11      |      |
| Схід     | 99 | Адріан Сутіл      | Заубер-Феррарі      | 0    | Зіткнення                | 9       |      |
| Джерело: |    |                   |                     |      |                          |         |      |

Примітки:
- ↑  — Жан-Ерік Вернь фінішував дев'ятим але отримав + 5 секунд до залікового часу за спричинення зіткнення з Роменом Грожаном під час обгону останнього.[4]

## Положення в чемпіонаті після Гран-прі
- Жирним виділено тих, хто досі має теоретичні шанси стати чемпіоном.

| Nat.     | Поз | Nat.            | Пілот             | Очки |
| -------- | --- | --------------- | ----------------- | ---- |
|          | 1   | Велика Британія | Льюїс Гамільтон   | 316  |
|          | 2   | Німеччина       | Ніко Росберг      | 292  |
|          | 3   | Австралія       | Даніель Ріккардо  | 214  |
|          | 4   | Фінляндія       | Вальттері Боттас  | 155  |
|          | 5   | Німеччина       | Себастьян Феттель | 149  |
| Джерело: |     |                 |                   |      |

| Nat.     | Поз | Nat.            | Конструктор       | Очки |
| -------- | --- | --------------- | ----------------- | ---- |
|          | 1   | Німеччина       | Мерседес          | 608  |
|          | 2   | Австрія         | Ред Булл-Рено     | 363  |
|          | 3   | Велика Британія | Вільямс-Мерседес  | 238  |
|          | 4   | Італія          | Феррарі           | 196  |
|          | 5   | Велика Британія | Макларен-Мерседес | 147  |
| Джерело: |     |                 |                   |      |

- Примітка: Тільки 5 позицій включені в обидві таблиці.